# Radiotransmissor

Animació d'una antena dipol de mitja ona que transmet ones de ràdio, mostrant les línies del camp elèctric. L'antena al centre és dues barres metàl·liques verticals, amb un corrent altern aplicat al seu centre des d'un transmissor de ràdio (no mostrat). El voltatge carrega els dos costats de l'antena alternativament positiu (+) i negatiu (-). Els bucles de camp elèctric (línies negres) surten de l'antena i es desplacen a la velocitat de la llum; aquestes són les ones de ràdio. Aquesta animació mostra l'acció alentida enormement.

Un  radiotransmissor  és un dispositiu electrònic que amb l'ajuda d'una antena irradia ones electromagnètiques que contenen, o són susceptibles de contenir, informació, tal com els senyals de radiodifusió, televisió, telefonia mòbil o qualsevol altre tipus de telecomunicació.

## Evolució històrica
En els inicis de la ràdio, per generar l'energia de radiofreqüència es van utilitzar dispositius com ara arcs elèctrics o alternadors. Un d'aquests transmissors, dotat amb un alternador, encara existeix en condicions de prestar servei a l'estació de VLF de Grimeton a Suècia.
Després del descobriment de la vàlvula termoiònica en els anys 20 es comença a utilitzar aquesta en els radiotransmissors i encara que, en la majoria dels casos, ha estat substituïda per semiconductor és, encara se segueixen utilitzant com a element d'amplificació en les etapes d'alta potència on es manegen valors de diversos quilowatts. En aquests casos les vàlvules utilitzades solen estar refrigerades per aigua.
En els transmissors de microones s'empren semiconductors o tubs electrònics especials, com ara el Klystron, el Magnetró, l'amplificador d'ones progressives i altres, atès que els senyals d'aquestes freqüències no poden ser manejats mitjançant els semiconductors normals.

## Etapes d'un radiotransmissor típic

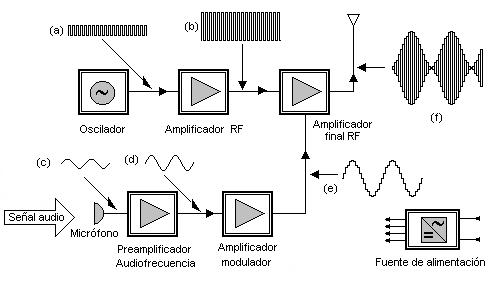
Figura 1 .- Diagrama de blocs d'un radiotransmissor d'amplitud modulada (AM)

Un radiotransmissor típic d'amplitud modulada (AM), com el representat a la  Figura 1 , consta de diversos elements, com ara:

### Oscil·lador
Encarregat de generar la freqüència portadora  (a) . En general, es tractarà d'un Oscil·lador de cristall, per garantir l'exactitud i puresa de la freqüència generada. En casos especials podria estar referenciat a un rellotge atòmic.

### Preamplificador d'audiofreqüència
Es tracta d'un amplificador d'àudio de baixa potència per elevar el senyal de molt baix nivell  (c)  generada, en el cas de la figura per un micròfon, encara que podria venir de qualsevol altra font de senyal de baix nivell obtenir un senyal de nivell superior  (d)  amb la d'atacar a l'amplificador modulador.

### Amplificador modulador
És l'encarregat de generar un senyal  (i)  que modularà l'ona portadora. És a dir, farà variar l'amplitud de l'ona portadora de manera que aquesta canviï d'acord amb les variacions de nivell del senyal modulador, que és la informació que es va a transmetre.

### Amplificador de radiofreqüència
L'amplificador de radiofreqüència, compleix dues funcions, d'una banda eleva el nivell de la portadora  (a)  generada per l'oscil lador i de l'altra serveix com a amplificador separador per assegurar que l'oscil lador no és afectat per variacions de tensió o impedància en les etapes de potència.

### Amplificador de potència de RF
En aquest amplificador es produeix l'elevació de la potència del senyal  (b) , generada en l'etapa precedent, fins als nivells requerits pel disseny per a ser aplicada a l'antena. En aquesta etapa és també on s'aplica el senyal modulador  (e) , obtinguda a la sortida de l'amplificador modulador per finalment obtenir el senyal d'antena  (f) .

### Font d'alimentació
La font d'alimentació és el dispositiu encarregat de generar, a partir del subministrament extern, les diferents tensions requerides per cadascuna de les etapes precedents.

## Tipus de transmissions
Hom diferencia dos tipus de transmissions:
- Transmissió analògica
- Transmissió digital

### Transmissió analògica
- Corrent elèctric de 4-20mA
- Tensió elèctrica 1 a 5V
- Pressió 3- 15 psi
- Les dades analògiques agafen valors continus (infinits valors)
- Té limitacions
- El senyal es debilita amb la distància, per aquest motiu s'ha d'utilitzar amplificadors de senyal a una certa distància.
- És susceptible a la interferència electromagnètica

### Transmissió digital
- Les dades digitals prenen valors discrets
- Les dades digitals se solen representar per una sèrie de polsos de tensió que representen els valors binaris del senyal
- Estàndards industrials (Profibus Fielbus).
- Les dades transportades es poden encriptar i per aquest motiu, hi ha més seguretat en la informació.
- Autodetecció d'errors.

La transmissió digital es fa servir cada vegada més, en part perquè la tecnologia digital cada vegada més s'ha abaratit més.

## Consideracions finals
El nombre i la circuiteria d'alguns d'aquests elements depèn del disseny del transmissor, del tipus de modulació emprada i de la potència que hagi de transmetre, ja que, lògicament, hi ha enormes diferències entre el petit emissor d'un telèfon mòbil, amb una potència de pocs miliwats i un gran emissor d'ona mitjana de centenars de quilowatts.
D'altra banda, no tots els elements assenyalats són estrictament necessaris per emetre una ona de ràdio, ja que qualsevol generador de corrent altern connectat a un conductor (antena) radio un senyal. El que passa és que, entre altres raons, per optimitzar el rendiment del dispositiu emissor es prefereix l'ús de determinades freqüències de l'espectre electromagnètic anomenades radiofreqüència s.